# طواف ألميريا 2024
طواف ألميريا 2024 (بالإسبانية: Clásica de Almería 2024)‏ هو سباق دراجات هوائية، وهو الموسم التاسع والثلاثين من طواف ألميريا، وأقيم في 11 فبراير 2024 ضمن سباقات سلسلة سباقات الاتحاد الدولي للدراجات للمحترفين 2024.
فاز بالمركز الأول Olav Kooij ‏، وفاز بالمركز الثاني ماتيو موشيتي، وفاز بالمركز الثالث ماتيو ترينتين.

## الفرق
| فرق عالمية (8)- Arkéa-B&B Hotels - Bora-Hansgrohe - Cofidis - Groupama-FDJ - Intermarché-Wanty - Movistar Team - Team Visma \| Lease a Bike - UAE Team Emirates فرق برو (11)- برجس بي إتش 2024 ‏ - كاجا رورال-سيغوروس 2024 ‏ - Equipo Kern Pharma ‏ - أوسكالتيل أوسكادي 2024 ‏ - Lotto Dstny - Q36.5 Pro Cycling Team ‏ - سبورت فلاندرين بالويس ‏ - إيولو كوميت ‏ - TotalEnergies - سويس ريسينغ أكادمي 2024 ‏ - أونو-إكس موبيليتي ‏ فريق قاري- Illes Balears Arabay Cycling ‏ |  |
| |  |

## المشاركون
| Q36.5 Pro Cycling Team ‏ Q36 | Q36.5 Pro Cycling Team ‏ Q36 | Q36.5 Pro Cycling Team ‏ Q36 |
| --------------------------- | --------------------------- | --------------------------- |
| م                           | عداء                        | مرتبة                       |
| 1                           | ماتيو موشيتي                | 2                           |
| 2                           | Filippo Conca ‏              | 123                         |
| 3                           | توبياس لودفيجسون            | 62                          |
| 4                           | روري تاونسند ‏               | 46                          |
| 5                           | Nicolò Parisini ‏            | 36                          |
| 6                           | Joey Rosskopf ‏              | 51                          |
| 7                           | Nickolas Zukowsky ‏ (طريق)   | 98                          |

| Lotto Dstny LTD | Lotto Dstny LTD     | Lotto Dstny LTD |
| --------------- | ------------------- | --------------- |
| م               | عداء                | مرتبة           |
| 11              | ارنو دي لاي         | 4               |
| 12              | Cédric Beullens ‏    | 74              |
| 13              | جاسبر دي بويست      | 72              |
| 14              | جاكوبو غوارنييري    | 78              |
| 15              | Mathijs Paasschens ‏ | 129             |
| 16              | Jarne Van de Paar ‏  | 81              |
| 17              | سيباستيان غرينيار ‏  | 84              |

| Bora-Hansgrohe BOH | Bora-Hansgrohe BOH | Bora-Hansgrohe BOH |
| ------------------ | ------------------ | ------------------ |
| م                  | عداء               | مرتبة              |
| 21                 | Jordi Meeus ‏       | 8                  |
| 22                 | Alexander Hajek ‏   | 95                 |
| 23                 | بوب جونهيلس        | 124                |
| 24                 | ماركو هالر         | 75                 |
| 25                 | سيرجيو هيغويتا     | 96                 |
| 26                 | دانييل مارتينيز    | 126                |
| 27                 | ماكسيميليان شاخمان | 93                 |

| أونو-إكس موبيليتي ‏ UXM | أونو-إكس موبيليتي ‏ UXM | أونو-إكس موبيليتي ‏ UXM |
| ---------------------- | ---------------------- | ---------------------- |
| م                      | عداء                   | مرتبة                  |
| 31                     | ماغنوس كورت نيلسن      | 92                     |
| 32                     | جوناس إبراهمسين ‏       | 76                     |
| 33                     | ماركوس هويلجارد        | 89                     |
| 34                     | Erik Resell ‏           | لم يكمل السباق         |
| 35                     | راسموس تيلر            | 60                     |
| 36                     | Søren Wærenskjold ‏     | 26                     |
| 37                     | Martin Urianstad ‏      | 115                    |

| Cofidis COF | Cofidis COF    | Cofidis COF |
| ----------- | -------------- | ----------- |
| م           | عداء           | مرتبة       |
| 41          | جون ازقيراي    | 121         |
| 42          | بيت اليجارت    | 28          |
| 43          | روبين فرنانديز | 43          |
| 44          | Milan Fretin ‏  | 6           |
| 45          | جوركا إيزاجير  | 105         |
| 46          | Axel Mariault ‏ | 49          |

| Team Visma \| Lease a Bike TVL | Team Visma \| Lease a Bike TVL | Team Visma \| Lease a Bike TVL |
| ------------------------------ | ------------------------------ | ------------------------------ |
| م                              | عداء                           | مرتبة                          |
| 51                             | فاوت فان آرت                   | 10                             |
| 52                             | Loe van Belle ‏                 | 61                             |
| 53                             | Mick van Dijke ‏                | 63                             |
| 54                             | Tim van Dijke ‏                 | 57                             |
| 55                             | Olav Kooij ‏                    | 1                              |
| 56                             | توش فان دير ساندي              | 73                             |
| 57                             | جوليان فيرموت                  | 128                            |

| TotalEnergies TEN | TotalEnergies TEN  | TotalEnergies TEN |
| ----------------- | ------------------ | ----------------- |
| م                 | عداء               | مرتبة             |
| 61                | Steff Cras ‏        | 117               |
| 62                | Thomas Gachignard ‏ | 79                |
| 63                | Emilien Jeannière ‏ | 38                |
| 64                | Jordan Jegat ‏      | 85                |
| 65                | Jason Tesson ‏      | 7                 |
| 66                | Baptiste Vadic ‏    | 119               |
| 67                | دريس فان جيستل     | 18                |

| Groupama-FDJ GFC | Groupama-FDJ GFC      | Groupama-FDJ GFC |
| ---------------- | --------------------- | ---------------- |
| م                | عداء                  | مرتبة            |
| 71               | Lewis Askey ‏          | 9                |
| 72               | Cyril Barthe ‏         | 55               |
| 73               | أوليفييه لو جاك       | 102              |
| 74               | فالنتين مادواس (طريق) | 127              |
| 75               | كليمنت روسو           | 59               |
| 76               | مارك ساريو            | 39               |
| 77               | Noah Hobbs ‏           | 12               |

| UAE Team Emirates UAD | UAE Team Emirates UAD | UAE Team Emirates UAD |
| --------------------- | --------------------- | --------------------- |
| م                     | عداء                  | مرتبة                 |
| 81                    | Sjoerd Bax ‏           | لم يكمل السباق        |
| 82                    | Alessandro Covi ‏      | 71                    |
| 83                    | Luca Giaimi ‏          | 80                    |
| 84                    | Jonathan Guatibonza ‏  | 112                   |
| 85                    | خوان سباستيان مولانو  | 34                    |
| 87                    | إيفو أوليفيرا (طريق)  | 70                    |

| Movistar Team MOV | Movistar Team MOV  | Movistar Team MOV |
| ----------------- | ------------------ | ----------------- |
| م                 | عداء               | مرتبة             |
| 91                | Jorge Arcas ‏       | 44                |
| 92                | ويل بارتا          | 108               |
| 93                | ريمي كافانيا       | 48                |
| 94                | دافيد سيمولاي      | 14                |
| 95                | إيفان غارسيا       | 15                |
| 96                | خافيير رومو ‏       | 83                |
| 97                | Mathias Norsgaard ‏ | 47                |

| أوسكالتيل أوسكادي ‏ EUS | أوسكالتيل أوسكادي ‏ EUS    | أوسكالتيل أوسكادي ‏ EUS |
| ---------------------- | ------------------------- | ---------------------- |
| م                      | عداء                      | مرتبة                  |
| 101                    | جون ابرستوري              | 16                     |
| 102                    | Andoni López de Abetxuko ‏ | 20                     |
| 103                    | Iker Bonillo ‏             | 41                     |
| 104                    | Xabier Berasategi ‏        | لم يكمل السباق         |
| 105                    | Enekoitz Azparren ‏        | 40                     |
| 106                    | Unai Cuadrado ‏            | 53                     |
| 107                    | لويس أنخيل ماتي           | 109                    |

| Intermarché-Wanty IWA | Intermarché-Wanty IWA | Intermarché-Wanty IWA |
| --------------------- | --------------------- | --------------------- |
| م                     | عداء                  | مرتبة                 |
| 111                   | Gerben Thijssen ‏      | 5                     |
| 112                   | Alessio Delle Vedove ‏ | 32                    |
| 113                   | آرنه ماريت ‏           | 58                    |
| 114                   | أدريان بيتي           | 77                    |
| 115                   | Sacha Prestianni‏      | 88                    |
| 116                   | Gijs Van Hoecke ‏      | 64                    |
| 117                   | Boy van Poppel ‏       | 65                    |

| Arkéa-B&B Hotels ARK | Arkéa-B&B Hotels ARK | Arkéa-B&B Hotels ARK |
| -------------------- | -------------------- | -------------------- |
| م                    | عداء                 | مرتبة                |
| 121                  | ارنو ديمار           | 11                   |
| 122                  | Hubert Grygowski‏     | 87                   |
| 123                  | دانيال مكلاي         | 56                   |
| 124                  | Nicolas Milesi ‏      | 54                   |
| 125                  | ألان ريو ‏            | 110                  |
| 126                  | فلوريان سينيشال      | 69                   |
| 127                  | مايلز سكوتسون        | 68                   |

| Equipo Kern Pharma ‏ EKP | Equipo Kern Pharma ‏ EKP    | Equipo Kern Pharma ‏ EKP |
| ----------------------- | -------------------------- | ----------------------- |
| م                       | عداء                       | مرتبة                   |
| 131                     | Miguel Ángel Fernández ‏    | 103                     |
| 132                     | Eugenio Sánchez (cyclist) ‏ | 118                     |
| 133                     | Antonio Jesús Soto ‏        | 21                      |
| 134                     | فرنسيسكو غالفان            | 19                      |
| 135                     | Álex Jaime ‏                | 50                      |
| 136                     | Diego Uriarte ‏             | 130                     |
| 137                     | Pau Miquel ‏                | 104                     |

| برجس بي إتش ‏ BBH | برجس بي إتش ‏ BBH         | برجس بي إتش ‏ BBH |
| ---------------- | ------------------------ | ---------------- |
| م                | عداء                     | مرتبة            |
| 141              | سيباستيان مورا           | 17               |
| 142              | Antonio Angulo ‏          | 101              |
| 143              | Georgios Bouglas ‏ (طريق) | 31               |
| 144              | جيتسي بول                | 86               |
| 145              | Sinuhé Fernández ‏        | 97               |
| 146              | Ander Okamika ‏           | 120              |
| 147              | Karel Vacek ‏             | 107              |

| إيولو كوميت ‏ PTK | إيولو كوميت ‏ PTK           | إيولو كوميت ‏ PTK |
| ---------------- | -------------------------- | ---------------- |
| م                | عداء                       | مرتبة            |
| 151              | David Martin ‏              | 22               |
| 152              | Francisco Muñoz (cyclist) ‏ | 52               |
| 153              | Andrea Pietrobon ‏          | 33               |
| 154              | Javier Serrano ‏            | 29               |
| 155              | Diego Pablo Sevilla ‏       | 90               |
| 156              | Manuel Peñalver ‏           | 111              |
| 157              | Davide Bais ‏               | 35               |

| سويس ريسينغ أكادمي ‏ TUD | سويس ريسينغ أكادمي ‏ TUD   | سويس ريسينغ أكادمي ‏ TUD |
| ----------------------- | ------------------------- | ----------------------- |
| م                       | عداء                      | مرتبة                   |
| 161                     | Sebastian Kolze Changizi ‏ | 113                     |
| 162                     | Juan David Sierra ‏        | 30                      |
| 164                     | Robin Froidevaux ‏         | 13                      |
| 165                     | Petr Kelemen ‏             | 66                      |
| 166                     | ألكسندر كرايغر            | 67                      |
| 167                     | ماتيو ترينتين             | 3                       |

| كاجا رورال-سيغوروس ‏ CJR | كاجا رورال-سيغوروس ‏ CJR | كاجا رورال-سيغوروس ‏ CJR |
| ----------------------- | ----------------------- | ----------------------- |
| م                       | عداء                    | مرتبة                   |
| 171                     | Orluis Aular ‏ (طريق)    | 37                      |
| 172                     | Daniel Babor ‏           | 27                      |
| 173                     | Tomáš Bárta ‏            | 24                      |
| 174                     | Samuel Fernández ‏       | 99                      |
| 175                     | ديفيد غونزاليس          | 25                      |
| 176                     | Joseba López ‏           | 100                     |
| 177                     | Mulu Hailemichael ‏      | 42                      |
| 177                     | Mulu Hailemichael ‏      |                         |

| سبورت فلاندرين بالويس ‏ TFB | سبورت فلاندرين بالويس ‏ TFB | سبورت فلاندرين بالويس ‏ TFB |
| -------------------------- | -------------------------- | -------------------------- |
| م                          | عداء                       | مرتبة                      |
| 181                        | Kamiel Bonneu ‏             | 116                        |
| 182                        | Elias Maris ‏               | 125                        |
| 183                        | Vincent Van Hemelen ‏       | لم يكمل السباق             |
| 184                        | Siebe Deweirdt ‏            | لم يكمل السباق             |
| 185                        | Yentl Vandevelde ‏          | 45                         |
| 186                        | Jules Hesters ‏             | 131                        |
| 187                        | Victor Vercouillie ‏        | 122                        |

| Illes Balears Arabay Cycling ‏ IBA | Illes Balears Arabay Cycling ‏ IBA | Illes Balears Arabay Cycling ‏ IBA |
| --------------------------------- | --------------------------------- | --------------------------------- |
| م                                 | عداء                              | مرتبة                             |
| 191                               | Sergi Darder ‏                     | 23                                |
| 192                               | ESP                               | 114                               |
| 193                               | Arnau Gilabert‏                    | 82                                |
| 194                               | ESP                               | 94                                |
| 195                               | Asier Pablo González‏              | لم يكمل السباق                    |
| 196                               | Alex Molenaar ‏                    | 91                                |
| 197                               | José María García ‏                | 106                               |

| Q36.5 Pro Cycling Team ‏ Q36 | Q36.5 Pro Cycling Team ‏ Q36 | Q36.5 Pro Cycling Team ‏ Q36 |
| --------------------------- | --------------------------- | --------------------------- |
| م                           | عداء                        | مرتبة                       |
| 1                           | ماتيو موشيتي                | 2                           |
| 2                           | Filippo Conca ‏              | 123                         |
| 3                           | توبياس لودفيجسون            | 62                          |
| 4                           | روري تاونسند ‏               | 46                          |
| 5                           | Nicolò Parisini ‏            | 36                          |
| 6                           | Joey Rosskopf ‏              | 51                          |
| 7                           | Nickolas Zukowsky ‏ (طريق)   | 98                          |

| Lotto Dstny LTD | Lotto Dstny LTD     | Lotto Dstny LTD |
| --------------- | ------------------- | --------------- |
| م               | عداء                | مرتبة           |
| 11              | ارنو دي لاي         | 4               |
| 12              | Cédric Beullens ‏    | 74              |
| 13              | جاسبر دي بويست      | 72              |
| 14              | جاكوبو غوارنييري    | 78              |
| 15              | Mathijs Paasschens ‏ | 129             |
| 16              | Jarne Van de Paar ‏  | 81              |
| 17              | سيباستيان غرينيار ‏  | 84              |

| Bora-Hansgrohe BOH | Bora-Hansgrohe BOH | Bora-Hansgrohe BOH |
| ------------------ | ------------------ | ------------------ |
| م                  | عداء               | مرتبة              |
| 21                 | Jordi Meeus ‏       | 8                  |
| 22                 | Alexander Hajek ‏   | 95                 |
| 23                 | بوب جونهيلس        | 124                |
| 24                 | ماركو هالر         | 75                 |
| 25                 | سيرجيو هيغويتا     | 96                 |
| 26                 | دانييل مارتينيز    | 126                |
| 27                 | ماكسيميليان شاخمان | 93                 |

| أونو-إكس موبيليتي ‏ UXM | أونو-إكس موبيليتي ‏ UXM | أونو-إكس موبيليتي ‏ UXM |
| ---------------------- | ---------------------- | ---------------------- |
| م                      | عداء                   | مرتبة                  |
| 31                     | ماغنوس كورت نيلسن      | 92                     |
| 32                     | جوناس إبراهمسين ‏       | 76                     |
| 33                     | ماركوس هويلجارد        | 89                     |
| 34                     | Erik Resell ‏           | لم يكمل السباق         |
| 35                     | راسموس تيلر            | 60                     |
| 36                     | Søren Wærenskjold ‏     | 26                     |
| 37                     | Martin Urianstad ‏      | 115                    |

| Cofidis COF | Cofidis COF    | Cofidis COF |
| ----------- | -------------- | ----------- |
| م           | عداء           | مرتبة       |
| 41          | جون ازقيراي    | 121         |
| 42          | بيت اليجارت    | 28          |
| 43          | روبين فرنانديز | 43          |
| 44          | Milan Fretin ‏  | 6           |
| 45          | جوركا إيزاجير  | 105         |
| 46          | Axel Mariault ‏ | 49          |

| Team Visma \| Lease a Bike TVL | Team Visma \| Lease a Bike TVL | Team Visma \| Lease a Bike TVL |
| ------------------------------ | ------------------------------ | ------------------------------ |
| م                              | عداء                           | مرتبة                          |
| 51                             | فاوت فان آرت                   | 10                             |
| 52                             | Loe van Belle ‏                 | 61                             |
| 53                             | Mick van Dijke ‏                | 63                             |
| 54                             | Tim van Dijke ‏                 | 57                             |
| 55                             | Olav Kooij ‏                    | 1                              |
| 56                             | توش فان دير ساندي              | 73                             |
| 57                             | جوليان فيرموت                  | 128                            |

| TotalEnergies TEN | TotalEnergies TEN  | TotalEnergies TEN |
| ----------------- | ------------------ | ----------------- |
| م                 | عداء               | مرتبة             |
| 61                | Steff Cras ‏        | 117               |
| 62                | Thomas Gachignard ‏ | 79                |
| 63                | Emilien Jeannière ‏ | 38                |
| 64                | Jordan Jegat ‏      | 85                |
| 65                | Jason Tesson ‏      | 7                 |
| 66                | Baptiste Vadic ‏    | 119               |
| 67                | دريس فان جيستل     | 18                |

| Groupama-FDJ GFC | Groupama-FDJ GFC      | Groupama-FDJ GFC |
| ---------------- | --------------------- | ---------------- |
| م                | عداء                  | مرتبة            |
| 71               | Lewis Askey ‏          | 9                |
| 72               | Cyril Barthe ‏         | 55               |
| 73               | أوليفييه لو جاك       | 102              |
| 74               | فالنتين مادواس (طريق) | 127              |
| 75               | كليمنت روسو           | 59               |
| 76               | مارك ساريو            | 39               |
| 77               | Noah Hobbs ‏           | 12               |

| UAE Team Emirates UAD | UAE Team Emirates UAD | UAE Team Emirates UAD |
| --------------------- | --------------------- | --------------------- |
| م                     | عداء                  | مرتبة                 |
| 81                    | Sjoerd Bax ‏           | لم يكمل السباق        |
| 82                    | Alessandro Covi ‏      | 71                    |
| 83                    | Luca Giaimi ‏          | 80                    |
| 84                    | Jonathan Guatibonza ‏  | 112                   |
| 85                    | خوان سباستيان مولانو  | 34                    |
| 87                    | إيفو أوليفيرا (طريق)  | 70                    |

| Movistar Team MOV | Movistar Team MOV  | Movistar Team MOV |
| ----------------- | ------------------ | ----------------- |
| م                 | عداء               | مرتبة             |
| 91                | Jorge Arcas ‏       | 44                |
| 92                | ويل بارتا          | 108               |
| 93                | ريمي كافانيا       | 48                |
| 94                | دافيد سيمولاي      | 14                |
| 95                | إيفان غارسيا       | 15                |
| 96                | خافيير رومو ‏       | 83                |
| 97                | Mathias Norsgaard ‏ | 47                |

| أوسكالتيل أوسكادي ‏ EUS | أوسكالتيل أوسكادي ‏ EUS    | أوسكالتيل أوسكادي ‏ EUS |
| ---------------------- | ------------------------- | ---------------------- |
| م                      | عداء                      | مرتبة                  |
| 101                    | جون ابرستوري              | 16                     |
| 102                    | Andoni López de Abetxuko ‏ | 20                     |
| 103                    | Iker Bonillo ‏             | 41                     |
| 104                    | Xabier Berasategi ‏        | لم يكمل السباق         |
| 105                    | Enekoitz Azparren ‏        | 40                     |
| 106                    | Unai Cuadrado ‏            | 53                     |
| 107                    | لويس أنخيل ماتي           | 109                    |

| Intermarché-Wanty IWA | Intermarché-Wanty IWA | Intermarché-Wanty IWA |
| --------------------- | --------------------- | --------------------- |
| م                     | عداء                  | مرتبة                 |
| 111                   | Gerben Thijssen ‏      | 5                     |
| 112                   | Alessio Delle Vedove ‏ | 32                    |
| 113                   | آرنه ماريت ‏           | 58                    |
| 114                   | أدريان بيتي           | 77                    |
| 115                   | Sacha Prestianni‏      | 88                    |
| 116                   | Gijs Van Hoecke ‏      | 64                    |
| 117                   | Boy van Poppel ‏       | 65                    |

| Arkéa-B&B Hotels ARK | Arkéa-B&B Hotels ARK | Arkéa-B&B Hotels ARK |
| -------------------- | -------------------- | -------------------- |
| م                    | عداء                 | مرتبة                |
| 121                  | ارنو ديمار           | 11                   |
| 122                  | Hubert Grygowski‏     | 87                   |
| 123                  | دانيال مكلاي         | 56                   |
| 124                  | Nicolas Milesi ‏      | 54                   |
| 125                  | ألان ريو ‏            | 110                  |
| 126                  | فلوريان سينيشال      | 69                   |
| 127                  | مايلز سكوتسون        | 68                   |

| Equipo Kern Pharma ‏ EKP | Equipo Kern Pharma ‏ EKP    | Equipo Kern Pharma ‏ EKP |
| ----------------------- | -------------------------- | ----------------------- |
| م                       | عداء                       | مرتبة                   |
| 131                     | Miguel Ángel Fernández ‏    | 103                     |
| 132                     | Eugenio Sánchez (cyclist) ‏ | 118                     |
| 133                     | Antonio Jesús Soto ‏        | 21                      |
| 134                     | فرنسيسكو غالفان            | 19                      |
| 135                     | Álex Jaime ‏                | 50                      |
| 136                     | Diego Uriarte ‏             | 130                     |
| 137                     | Pau Miquel ‏                | 104                     |

| برجس بي إتش ‏ BBH | برجس بي إتش ‏ BBH         | برجس بي إتش ‏ BBH |
| ---------------- | ------------------------ | ---------------- |
| م                | عداء                     | مرتبة            |
| 141              | سيباستيان مورا           | 17               |
| 142              | Antonio Angulo ‏          | 101              |
| 143              | Georgios Bouglas ‏ (طريق) | 31               |
| 144              | جيتسي بول                | 86               |
| 145              | Sinuhé Fernández ‏        | 97               |
| 146              | Ander Okamika ‏           | 120              |
| 147              | Karel Vacek ‏             | 107              |

| إيولو كوميت ‏ PTK | إيولو كوميت ‏ PTK           | إيولو كوميت ‏ PTK |
| ---------------- | -------------------------- | ---------------- |
| م                | عداء                       | مرتبة            |
| 151              | David Martin ‏              | 22               |
| 152              | Francisco Muñoz (cyclist) ‏ | 52               |
| 153              | Andrea Pietrobon ‏          | 33               |
| 154              | Javier Serrano ‏            | 29               |
| 155              | Diego Pablo Sevilla ‏       | 90               |
| 156              | Manuel Peñalver ‏           | 111              |
| 157              | Davide Bais ‏               | 35               |

| سويس ريسينغ أكادمي ‏ TUD | سويس ريسينغ أكادمي ‏ TUD   | سويس ريسينغ أكادمي ‏ TUD |
| ----------------------- | ------------------------- | ----------------------- |
| م                       | عداء                      | مرتبة                   |
| 161                     | Sebastian Kolze Changizi ‏ | 113                     |
| 162                     | Juan David Sierra ‏        | 30                      |
| 164                     | Robin Froidevaux ‏         | 13                      |
| 165                     | Petr Kelemen ‏             | 66                      |
| 166                     | ألكسندر كرايغر            | 67                      |
| 167                     | ماتيو ترينتين             | 3                       |

| كاجا رورال-سيغوروس ‏ CJR | كاجا رورال-سيغوروس ‏ CJR | كاجا رورال-سيغوروس ‏ CJR |
| ----------------------- | ----------------------- | ----------------------- |
| م                       | عداء                    | مرتبة                   |
| 171                     | Orluis Aular ‏ (طريق)    | 37                      |
| 172                     | Daniel Babor ‏           | 27                      |
| 173                     | Tomáš Bárta ‏            | 24                      |
| 174                     | Samuel Fernández ‏       | 99                      |
| 175                     | ديفيد غونزاليس          | 25                      |
| 176                     | Joseba López ‏           | 100                     |
| 177                     | Mulu Hailemichael ‏      | 42                      |
| 177                     | Mulu Hailemichael ‏      |                         |

| سبورت فلاندرين بالويس ‏ TFB | سبورت فلاندرين بالويس ‏ TFB | سبورت فلاندرين بالويس ‏ TFB |
| -------------------------- | -------------------------- | -------------------------- |
| م                          | عداء                       | مرتبة                      |
| 181                        | Kamiel Bonneu ‏             | 116                        |
| 182                        | Elias Maris ‏               | 125                        |
| 183                        | Vincent Van Hemelen ‏       | لم يكمل السباق             |
| 184                        | Siebe Deweirdt ‏            | لم يكمل السباق             |
| 185                        | Yentl Vandevelde ‏          | 45                         |
| 186                        | Jules Hesters ‏             | 131                        |
| 187                        | Victor Vercouillie ‏        | 122                        |

| Illes Balears Arabay Cycling ‏ IBA | Illes Balears Arabay Cycling ‏ IBA | Illes Balears Arabay Cycling ‏ IBA |
| --------------------------------- | --------------------------------- | --------------------------------- |
| م                                 | عداء                              | مرتبة                             |
| 191                               | Sergi Darder ‏                     | 23                                |
| 192                               | ESP                               | 114                               |
| 193                               | Arnau Gilabert‏                    | 82                                |
| 194                               | ESP                               | 94                                |
| 195                               | Asier Pablo González‏              | لم يكمل السباق                    |
| 196                               | Alex Molenaar ‏                    | 91                                |
| 197                               | José María García ‏                | 106                               |

## التصنيف العام النهائي
| التصنيف العام         | التصنيف العام    | التصنيف العام              | التصنيف العام | التصنيف العام |
| العداء                | العداء           | الفريق                     | الوقت         |               |
| --------------------- | ---------------- | -------------------------- | ------------- | ------------- |
| 1                     | Olav Kooij ‏      | Team Visma \| Lease a Bike | 4 س 11 د 29 ث |               |
| 2                     | ماتيو موشيتي     | Q36.5 Pro Cycling Team ‏    | + 0 ث         |               |
| 3                     | ماتيو ترينتين    | سويس ريسينغ أكادمي ‏        | + 0 ث         |               |
| 4                     | ارنو دي لاي      | Lotto Dstny                | + 0 ث         |               |
| 5                     | Gerben Thijssen ‏ | Intermarché-Wanty          | + 0 ث         |               |
| 6                     | Milan Fretin ‏    | Cofidis                    | + 0 ث         |               |
| 7                     | Jason Tesson ‏    | TotalEnergies              | + 0 ث         |               |
| 8                     | Jordi Meeus ‏     | بورا هانسغروه              | + 0 ث         |               |
| 9                     | Lewis Askey ‏     | Groupama-FDJ               | + 0 ث         |               |
| 10                    | فاوت فان آرت     | Team Visma \| Lease a Bike | + 0 ث         |               |
|                       |                  |                            |               |               |
| مصدر: ProCyclingStats |                  |                            |               |               |

## وصلات خارجية
- الموقع الرسمي
- لمحة عن سباق طواف ألميريا 2024 على موقع  ProCyclingStats   (برو  سايكلنج  ستاتس) - إحصاءات  محترفي  الدراجات.
- طواف ألميريا 2024 على موقع إحصائيات الدراجات الإحترافية (الإنجليزية)